# Monika Berberich
Monika Berberich née en novembre 1942 était membre de la première génération de la Fraction armée rouge.

## Biographie
Le 8 octobre 1970, elle est arrêtée avec Brigitte Asdonk, Horst Mahler, Ingrid Schubert et Irene Goergens, puis ils sont tous placés en isolement total.